# Krinichkí (Berezivka)
Krinichkí (en ucraniano: Кринички) es un pueblo ucraniano perteneciente al óblast de Odesa. Situado en el suroeste del país, es parte del raión de Berezivka y parte del municipio (hromada) de Rozkvit.

## Demografía
La evolución de la población de Krinichkí entre 1989 y 2001 fue la siguiente:
| 169                                                           | 165 |
| (Fuente: Cities & Towns of Ukraine y UKRAINE: Größere Städte) |     |

Según el censo de 2001, la lengua materna de la mayoría de los habitantes, el 93,94%, es el ucraniano; del 4,24% es el ruso; y del 1,82%, el gagaúzo.